# Kokanin
Kokanin – wieś w Polsce położona w województwie wielkopolskim, w powiecie kaliskim, w gminie Żelazków.
W latach 1954–1972 wieś należała i była siedzibą władz gromady Kokanin. W latach 1975–1998 miejscowość administracyjnie należała do województwa kaliskiego.

## Historia
Miejscowość w obecnie stosowanej formie Kokanin wymieniona jest w łacińskim dokumencie z 1282 roku wydanym w Kaliszu i sygnowanym przez króla polskiego Przemysła II.
Kokanin jako wieś istniejąca już w 1268 r., pierwotnie należała do książąt kaliskich, z których Bolesław Pobożny wymienił ja z rycerzem Piotrem na wieś Chotynin. Następnie wieś stała się własnością arcybiskupów gnieźnieńskich, z których Stanisław Karnkowski darował ją w końcu XVI w. Jezuitom – których sprowadził do Kalisza.
Od roku 1774 Kokanin stał się własnością prywatną.
W 1753 roku Jezuici zbudowali tutaj kościół parafialny, który spalił się od uderzenia pioruna w 1882 r. Obecnie istniejący został odbudowany w 1883 roku. Pierwszy kościół parafialny został wybudowany w Kokaninie w 1390 roku.
Urodził się tutaj Ludwik Bartosik (bł. o Pius Bartosik OFMConv). Na miejscowym cmentarzu spoczywa ksiądz profesor Michał Poradowski.